# BUFFALO SOUL
『BUFFALO SOUL』（バッファロー・ソウル）は、a flood of circleのメジャー・デビュー・アルバム。

## 概要
- プロデュースを担当したいしわたり淳治は、レコーディングを終え「僕の新しい希望の光」とコメントしている[1]。
- いしわたりに様々な海外のバンドを紹介され、それまで影響下になかった音楽に触発されたところがある[2]。
- 「session #2」のドブロっぽいギターの音は、岡庭匡志がアコースティック・ギターをスライド・バーで弾いたもの[2]。
- オリジナル・メンバー、岡庭匡志在籍による最後のアルバム。この作品をリリース後、ツアー・ファイナル直前に失踪、後に脱退する。

## 収録曲
1. シーガル - 03:15
2. Thunderbolt - 03:21
3. Buffalo Dance  - 03:34
4. エレクトリック　ストーン  - 03:40
5. －session #1－ - 00:39
6. ブラックバード - 04:06
7. 陽はまた昇るそれを知りながらまた朝を願う - 03:58
8. 僕を問う - 03:07
9. －session #2－ - 00:33
10. 春の嵐 - 04:01
11. ラバーソウル - 03:22
12. ノック - 04:20